# Amamiöarna

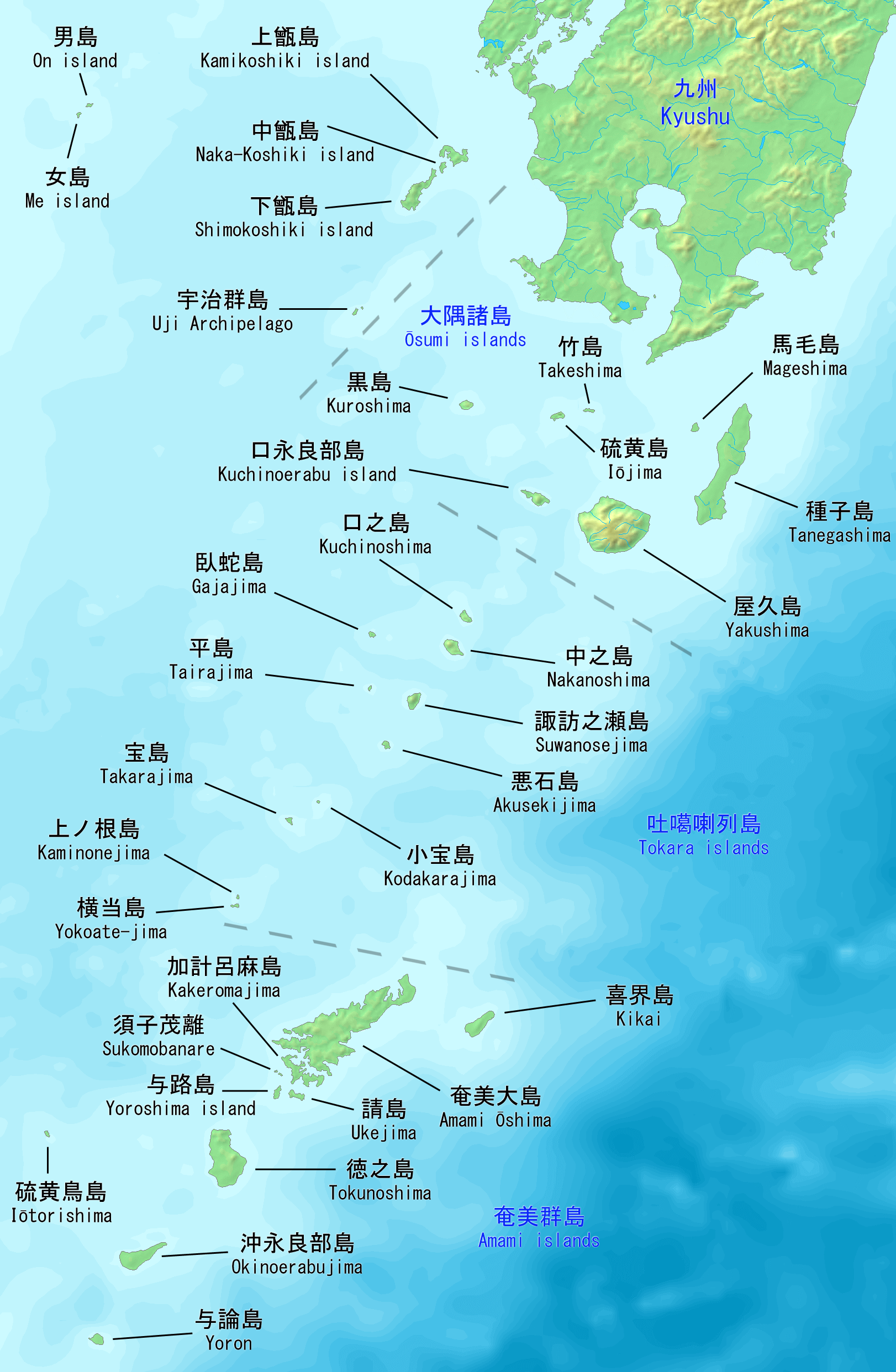
Lägeskarta

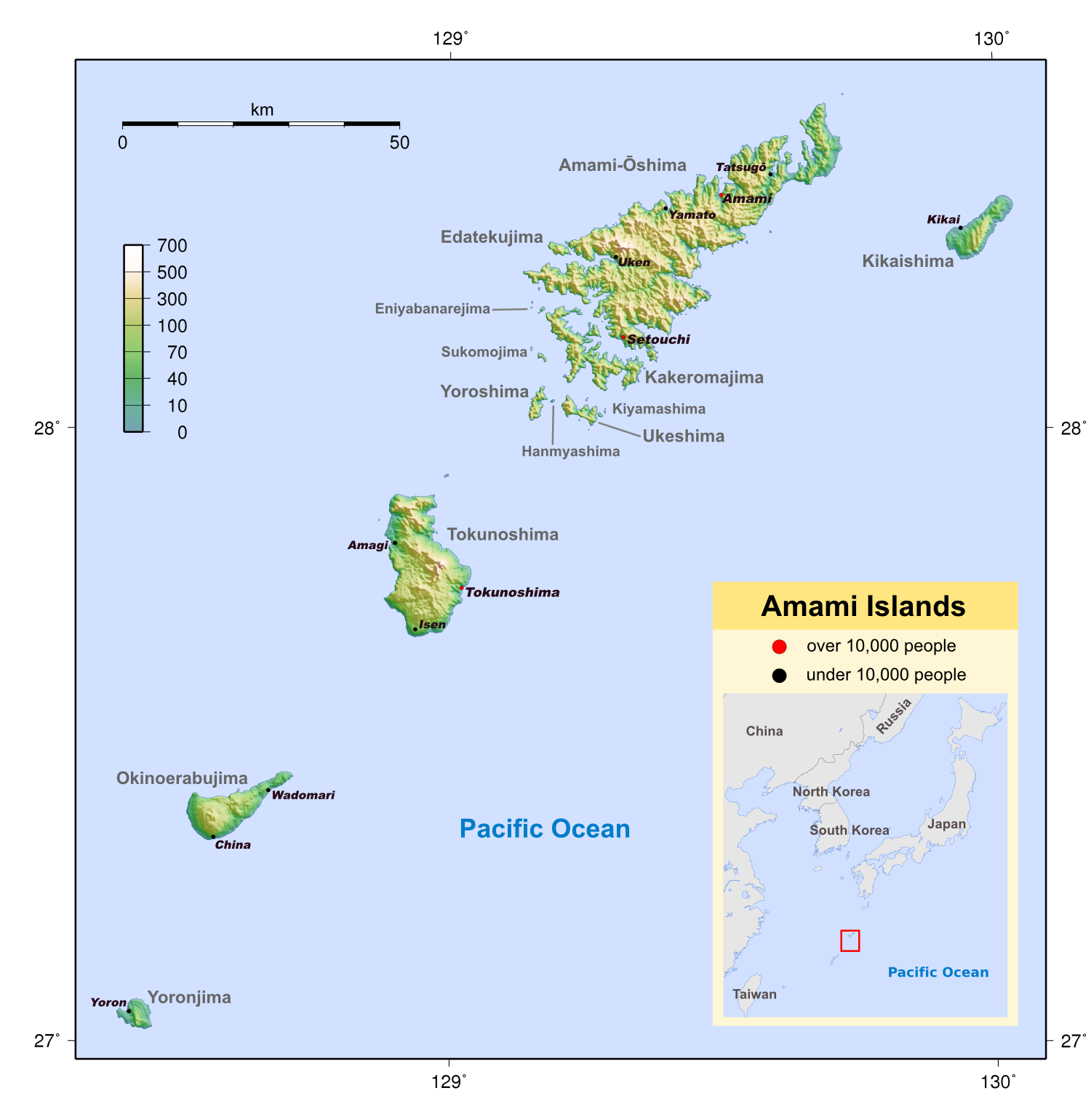
karta över Amamiöarna

Amamiöarna (japanska 奄美諸島 Amami-shotō, även Amami-guntō) är en ögrupp bland Ryukyuöarna i nordvästra Stilla havet som tillhör Japan.

## Geografi
Amamiöarna utgör den sydligaste ögruppen bland Satsunanöarna och ligger cirka 380 kilometer söder om Kyushu och cirka 300 km norr om Okinawa.
Öarna är av vulkaniskt ursprung och har en areal om cirka 1 231 km² . Ögruppen sträcker sig cirka 200 km från norr till söder (1) och 8 av öarna är bebodda. Klimatet på öarna är subtropiskt. Den högsta höjden är Yuwan på cirka 694 m ö.h. och ligger på huvudön.
Ögruppen består av öarna:
- Amami-Ōshima (奄美大島), huvudön, cirka 715 km² med kringliggande
  - Edatekujima (枝手久島)
  - Eniyabanarejima (江仁屋離島)
  - Hanmyashima (ハンミャ島)
  - Kiyamajima (木山島)
  - Kakeromajima (加計呂麻島), cirka 77 km²
  - Sukomojima? (須子茂島)
  - Ukejima (請島), cirka 13 km²
  - Yorojima (与路島), cirka 10 km²

- Kikaijima (喜界島) (även Kikaishima) öster om huvudön, cirka 57 km²
- Tokunoshima (徳之島) söder om huvudön, cirka 248 km²
- Okinoerabujima (沖永良部島) söder om huvudön, cirka 94 km²
- Yoronjima (与論島) (även Yorontō) längst söderut i området, cirka 20 km² (2)

- samt ytterligare en rad klippor och mindre öar

Befolkningen uppgår till cirka 132 000 invånare där cirka 74.000 bor på Amami-Ōshima. Huvudorten är Amami med cirka 50 000 invånare. Förvaltningsmässigt tillhör ögruppen Kagoshima prefekturen.
Ögruppens flygplats Amami O Shima Airport (flygplatskod ”ASJ”) har kapacitet för lokalt flyg och ligger på huvudöns norra del. 
Havet runt öarna är numera skyddad område i nationalparken "Amami-Gunto Quasi-National Park".

## Historia
Det är osäkert när öarna upptäcktes, de första dokumenterade omnämnandena finns i boken Nihonshoki från 720-talet.
Öarna utgjorde fram till 1624 en del i det oberoende kungadöme, Kungariket Ryukyu. En rad Gusukus (befästa slott) från den tiden finns än idag.
1609 invaderades Ryūkyūriket av den japanska Satsumaklanen under den dåvarande Daimyo som då kontrollerade området i södra Japan. Ögruppen införlivades 1624 i Satsumariket.
1879 under Meijirestaurationen införlivades riket i Japan, och blev först länet Ōsumi no Kuni (Ōsumi provinsen) och senare del i Kagoshima-prefekturen.
Under Andra världskriget ockuperades området våren 1945 av USA som förvaltade öarna fram till 1953 då de återlämnades till Japan.